# Tămâioasă câinească
Tămâioasă câinească este un vechi soi românesc de struguri.